# Chyše
Chyše är en stad i Tjeckien.   Den ligger i regionen Karlovy Vary, i den västra delen av landet, 80 km väster om huvudstaden Prag. Chyše ligger 462 meter över havet och antalet invånare är 573.
Terrängen runt Chyše är platt åt sydväst, men åt nordost är den kuperad. Runt Chyše är det glesbefolkat, med 17 invånare per kvadratkilometer. Närmaste större samhälle är Žlutice, 6,3 km väster om Chyše. Trakten runt Chyše består till största delen av jordbruksmark.